# 창원축구센터
| 창원축구센터 |

창원축구센터(昌原蹴球센터, Changwon Football Center)는 대한민국 경상남도 창원시에 있는 축구 전용 경기장이다. 국민체육진흥공단이 추진했고 2002년 FIFA 월드컵 잉여금 일부가 지원되어 2009년 12월 1일에 준공되었다. 당초 공사 과정에서 명칭을 '영남권축구센터'라고 가칭했으나 개장을 앞두고 '창원축구센터'로 명칭을 확정했다. 축구장 5면(천연잔디 3면, 인조잔디 2면)과 하프돔 경기장 1동, 풋살경기장 1면을 갖추고 있다  2010년부터 경남 FC의 홈 경기장으로 사용되고 있다.

## 사진

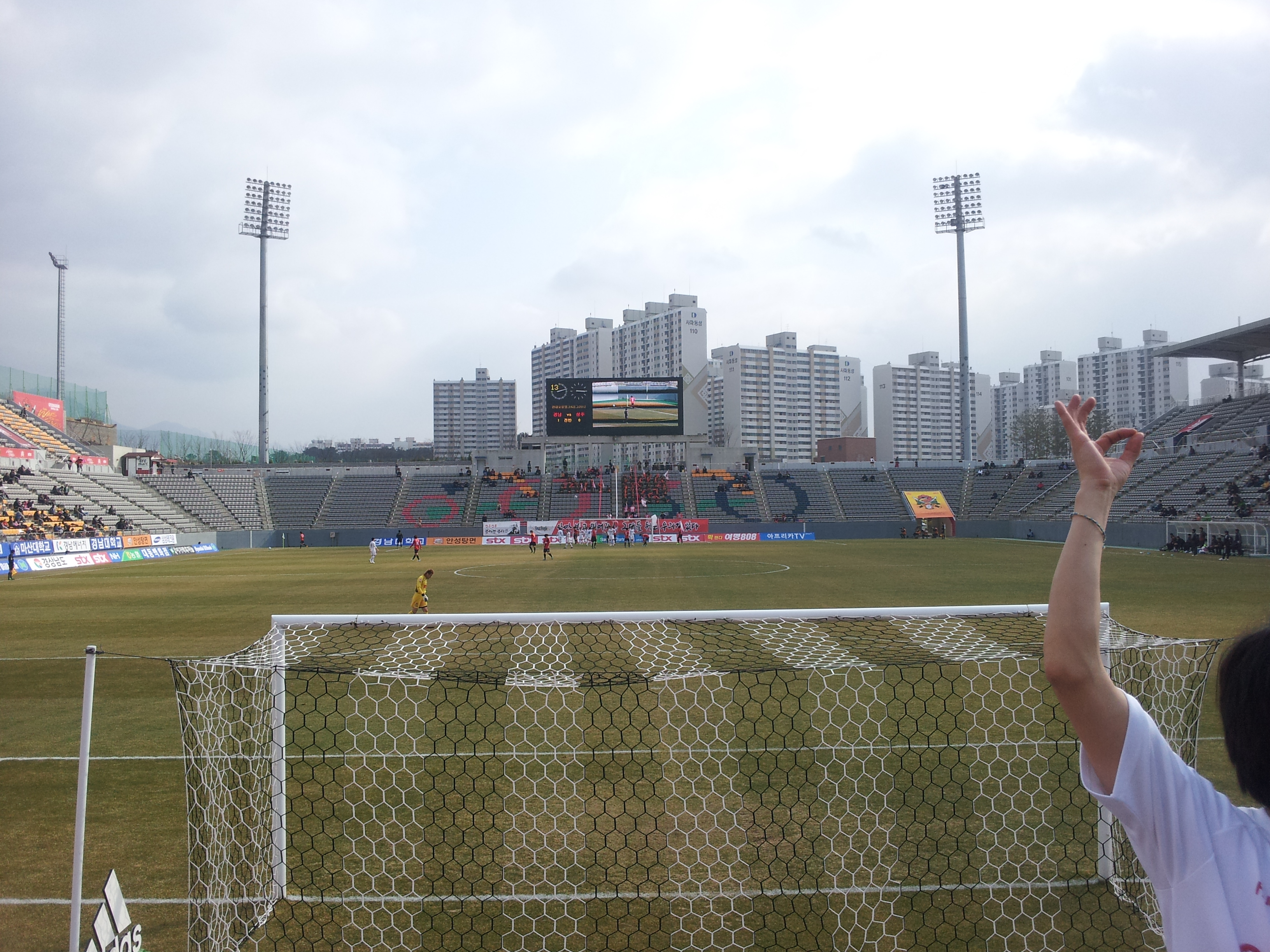
창원축구센터 내부 모습
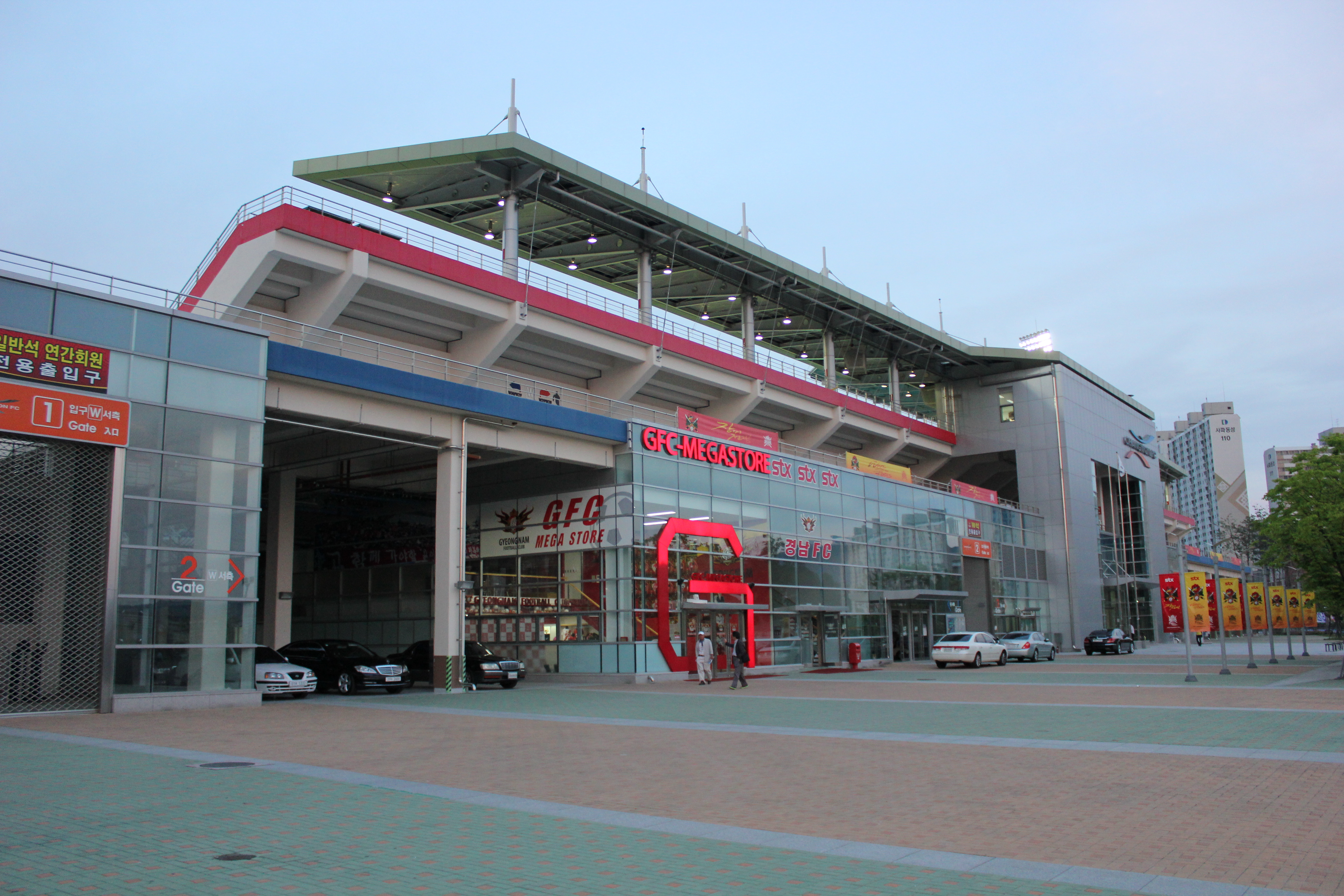
주 경기장 외관
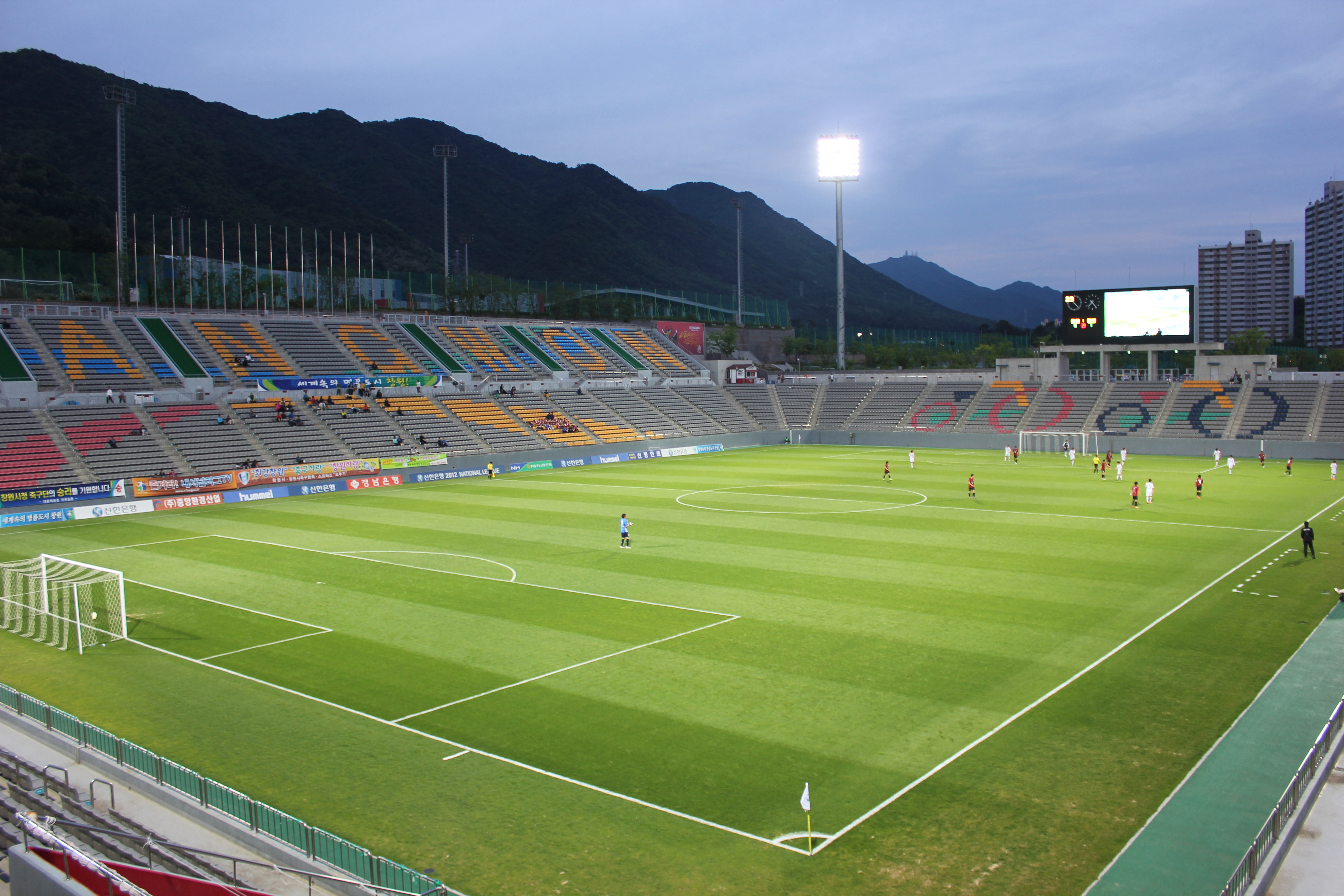
주 경기장 내부
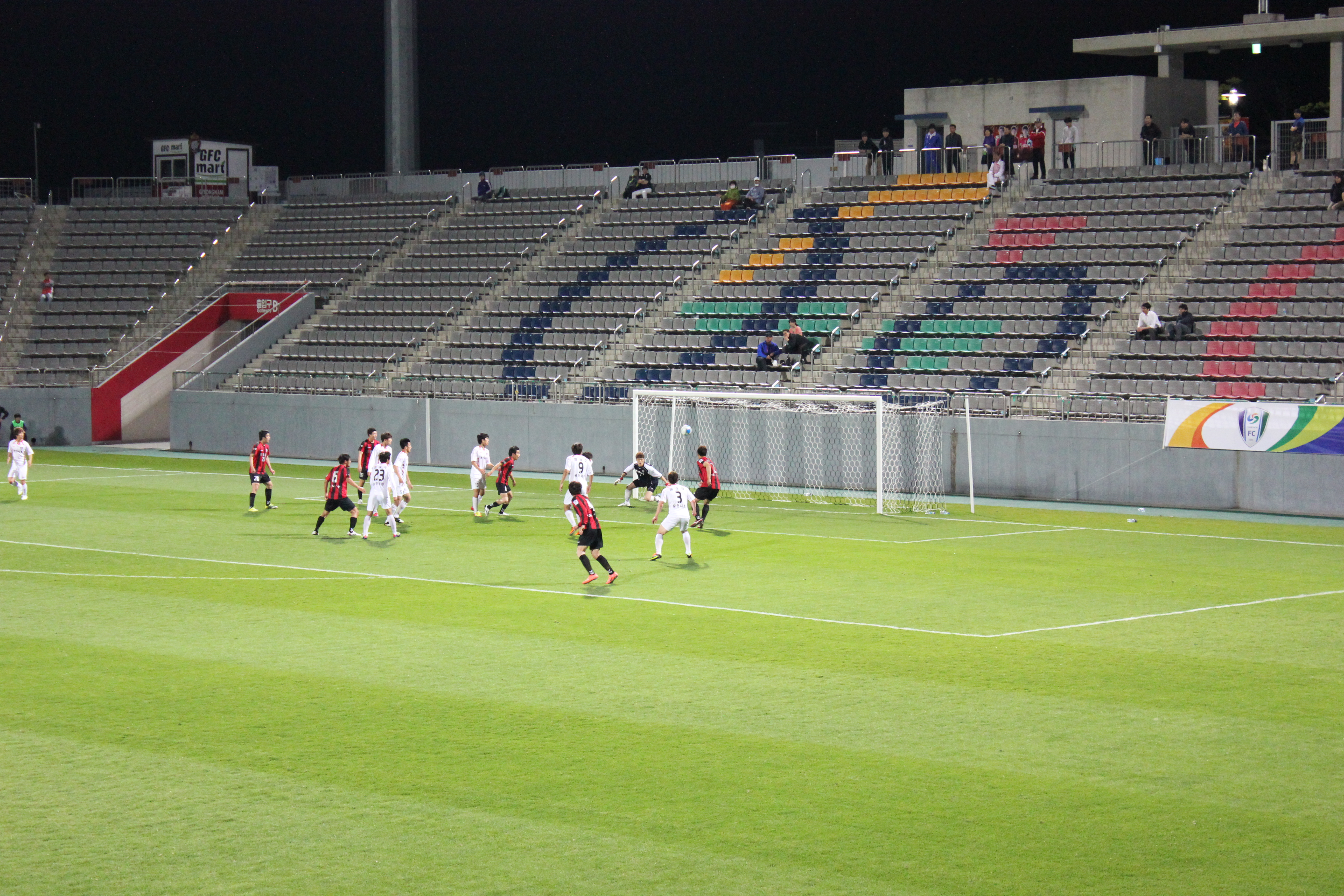
주 경기장 내부

## 참고 문헌
- 〈창원축구센터〉. 《한국향토문화전자대전》. 한국학중앙연구원.[깨진 링크(과거 내용 찾기)]
- 《전국 공공체육 시설 현황 (2017년말 기준)》. 대한민국 문화체육관광부. 2019.

## 같이 보기
- 경남 FC